# Вачіта (парафія)
Шаблон:StateAbbr_ 32°29′ пн. ш. 92°10′ зх. д. / 32.48° пн. ш. 92.16° зх. д.
Округ  Вачіта (англ. Ouachita Parish) — округ (парафія) у штаті  Луїзіана, США. Ідентифікатор округу 22073.

## Демографія
За даними перепису 
2000 року 
загальне населення округу становило 147250 осіб, зокрема міського населення було 113818, а сільського — 33432.
Серед мешканців округу чоловіків було 69460, а жінок — 77790. В окрузі було 55216 домогосподарств, 38319 родин, які мешкали в 60154 будинках.
Середній розмір родини становив 3,12.
Віковий розподіл населення поданий у таблиці:
| Стать    | До 15 років | 15-21 | 22-29 | 30-39 | 40-49 | 50-65 | 65-85 | Понад 85 |
| -------- | ----------- | ----- | ----- | ----- | ----- | ----- | ----- | -------- |
| Чоловіки | 17174       | 8610  | 8278  | 9500  | 9766  | 9383  | 6204  | 545      |
| Жінки    | 16780       | 9172  | 8970  | 10645 | 10679 | 10861 | 9263  | 1420     |

## Суміжні округи
- Юніон — північ
- Моргаус — північний схід
- Ричленд — схід
- Колдвелл — південь
- Джексон — південний захід
- Лінкольн — захід

## Виноски
1. ↑  U.S. Decennial Census. United States Census Bureau. Архів оригіналу за 19 липня 2018. Процитовано 20 серпня 2014.
2. ↑  Historical Census Browser. University of Virginia Library. Архів оригіналу за 11 серпня 2012. Процитовано 20 серпня 2014.
3. ↑  Population of Counties by Decennial Census: 1900 to 1990. United States Census Bureau. Архів оригіналу за 15 вересня 2014. Процитовано 20 серпня 2014.
4. ↑  Census 2000 PHC-T-4. Ranking Tables for Counties: 1990 and 2000 (PDF). United States Census Bureau. Архів оригіналу (PDF) за 18 грудня 2014. Процитовано 20 серпня 2014.
5. ↑  State & County QuickFacts. United States Census Bureau. Архів оригіналу за 6 червня 2011. Процитовано 10 серпня 2013.(англ.) Наведено за англійською вікіпедією.
6. ↑  American FactFinder. Бюро перепису населення США. Архів оригіналу за 26 лютого 2012. Процитовано 31 січня 2008.

| США | Це незавершена стаття з географії США. Ви можете допомогти проєкту, виправивши або дописавши її. |